# Igor Crnadak
Igor Crnadak (srp. Игор Црнадак; 28. srpnja 1972.) je srpski političar iz BiH i bivši ministar vanjskih poslova Bosne i Hercegovine.

## Životopis
Igor Crnadak rođen je u Zadru u Hrvatskoj u obitelji Mihaila i Ljubice. Osnovnu školu i gimnaziju završio je u Banjoj Luci.
Crnadak se 1990-ih bavio novinarstvom. Radio je kao voditelj i producent, a pisao je i za značajan broj pisanih medija. Od 1992. do 2001. bio je urednik radija "BIG", a istovremeno od 1996. do 1998. i dopisnik Glasa Amerike iz Banje Luke.
U Partiju demokratskog progresa učlanio se 1999. Između 2000. i 2004. bio je šef Kluba odbornika PDP-a u Skupštini Grada Banje Luke. Istovremeno, između 2001. i 2005. obnašao je direktorske dužnosti u poduzeću "Braniko", čiji je suvlasnik, a od 2001. do 2004. bio je i glasnogovornik PDP-a. U to vrijeme bio je i ekonomski savjetnik u "Fabrici duvana Banja Luka". Na lokalnim izborima održanim u travnju 2004., bio je kandidat za Skupštinu Grada Banje Luke, no nije dobio dovoljno glasova. Diplomirao je na Ekonomskom fakultetu u Banjoj Luci 2004. Od 2005. do 2007. bio je izvršni direktor PDP-a. Imenovan je članom Povjerenstva za europske integracije Narodne skupštine Republike Srpske 2006. Stranačkim tajnikom za međunarodne odnose imenovan je 2009.
U Vijeću ministara BiH pod predsjedanjem Nikole Špirića zamijenio je zamjenicu ministra obrane Selme Cikotića Marinu Pendeš 26. ožujka 2007. Ponovno je imenovan zamjenikom ministra obrane Cikotića 28. prosinca 2007., također pod Špirićevim predsjedanjem. Mandat mu je istekao 12. siječnja 2012.
Na općim izborima u BiH održanim u listopadu 2010., bio je kandidat za Zastupnički dom PS BiH. Nije uspio proći. Ni na sljedećim općim izborima održanim u listopadu 2014., nije uspio ući u Zastupnički dom PS BiH. Po okončanju mandata radio je u komercijalnom sektoru firme "Braniko", a 2011. imenovan je generalnim tajnikom PDP-a. U Vijeću ministara pod predsjedanjem Denisa Zvizdića imenovan je ministrom vanjskih poslova BiH 31. ožujka 2015.